# Маор Канділь
Маор Канділь (івр. מאור קנדיל, нар. 27 листопада 1993, Тель-Авів) — ізраїльський футболіст, захисник клубу «Маккабі» (Тель-Авів) та національної збірної Ізраїлю.

## Клубна кар'єра
Народився 27 листопада 1993 року в місті Тель-Авів. Вихованець юнацьких команд футбольних клубів «Сімсон Тель-Авів», «Бней-Єгуда» та «Хапоель» (Тель-Авів). З 2011 року перебував у структурі «Бней-Єгуди», але до першої команди не пробився і з 2013 року для отримання ігрової практики грав на правах оренди за нижчолігові клуби «Маккабі» (Яффа) та «Хапоель Нір» (Рамат-ха-Шарон).
Перед сезоном 2015/16 Канділь повернувся до «Бней-Єгуди» і підписав новий трирічний контракт у клубі. 22 серпня 2015 року він дебютував у Прем'єр-лізі в матчі проти «Маккабі» (Хайфа), здобувши перемогу з рахунком 3:0 і загалом зіграв у восьми іграх чемпіонату того сезону, а з наступного року став основним гравцем команди, вигравши з командою Кубок країни 2016/17.
У липні 2018 року перейшов до «Маккабі» (Тель-Авів), з яким двічі поспіль виграв чемпіонат, а також здобув ряд інших трофеїв, втім основним гравцем не став. Станом на 20 грудня 2020 року відіграв за тель-авівську команду 31 матч в національному чемпіонаті.

## Виступи за збірну
У березні 2018 року він вперше був викликаний до  національної збірної Ізраїлю напередодні товариського матчу проти збірної Румунії, втім тоді наполе не вийшов. Лише 14 жовтня 2020 року він дебютував у складі головної команди країни в гостьовій грі Ліги націй 2020/21 проти Словаччини (3:2).

## Титули і досягнення
- Чемпіон Ізраїлю (2):

«Маккабі» (Тель-Авів): 2018-19, 2019-20
- Володар Кубка Тото (2):

«Маккабі» (Тель-Авів): 2019-20, 2020
- Володар Суперкубка Ізраїлю (3):

«Маккабі» (Тель-Авів): 2019, 2020
«Маккабі» (Хайфа): 2023
- Володар Кубка Ізраїлю (2):

«Бней-Єгуда»: 2016-17
«Маккабі» (Тель-Авів): 2020-21